# Adolf-Grimme-Preis 1984
Der 20. Adolf-Grimme-Preis wurde 1984 verliehen. Die Preisverleihung fand am  23. März 1984 im Theater Marl statt.
Im Rahmen der Veranstaltung wurden auch weitere Preise, unter anderem auch der „Publikumspreis der Marler Gruppe“, vergeben.

## Preisträger

### Adolf-Grimme-Preis mit Gold
- Peter Krebs (für Buch und Regie zu Kinder in Vietnam, NDR)
- Heinrich Breloer (für Buch und Regie zu Treffpunkt im Unendlichen – die Lebensreise des Klaus Mann, NDR/WDR)
- Egon Monk (für Buch und Regie zu Die Geschwister Oppermann, ZDF)
- Horst Königstein (Buch und Regie) und Jacob Admiraal (Regie und Darsteller) (für die Sendung Du bist meine Mutter, NDR)

### Adolf-Grimme-Preis mit Silber
- Otto Waalkes (für Buch, Regie und Darstellung in Hilfe, Otto kommt, ZDF)

### Adolf-Grimme-Preis mit Bronze
- Gordian Troeller und Marie-Claude Deffarge (für Buch und Regie zu Im Namen des Fortschritts: Bitterer Zucker, RB)

### Besondere Ehrung
- Walter Jens (für die Öffnung des Genres der Fernsehkritik zum anspruchsvollen Feuilleton)

### Ehrende Anerkennung
- Peter Stripp (Buch) und Klaus Emmerich (Regie) (für die Sendereihe Rote Erde, WDR)
- Werner Filmer (Buch und Redaktion) und Heribert Schwan (Regie) (für die Sendung: Die verdrängte Gefahr: Was von Hitler blieb – Neonazismus heute, WDR)
- Susanne van Lessen, Elmar Maria Lorey und Bärbel Lutz-Saal (für die Redaktion bei Bettkantengeschichten: Brotmarken, ZDF)
- Gerhard Horstmeier (für die Redaktion bei Leute – Talkshow aus dem Café Kranzler, SFB)

### Sonderpreis des Kultusministers von Nordrhein-Westfalen
- Antonio Skármeta (für Buch und Regie bei Mit brennender Geduld, ZDF)

### SonderpreisLive
- Brigitte Kramer (für die Redaktion bei Gefährlich nah – Mütter und Töchter, ZDF)

### Publikumspreis der Marler Gruppe
- Die Geschwister Oppermann, ZDF
- Die Armen – Reportagen aus unserem reichen Land, SR
- Bettkantengeschichten: Brotmarken, ZDF
- Jacob Admiraal (für die Sendung Du bist meine Mutter, NDR)
- Zwei Tote im Sender und Don Carlos im PoGl, ZDF
- Treffpunkt im Unendlichen – die Lebensreise des Klaus Mann, NDR/WDR